# Гаврилова Юлія Петрівна
Юлія Петрівна Гаврилова (рос. Юлия Петровна Гаврилова; нар. 20 липня 1989 року, Новосибірськ, Росія) — російська фехтувальниця (шабля), олімпійська чемпіонка 2016 року командній шаблі, чотириразова чемпіонка світу та чотириразова чемпіонка Європи, призерка чемпіонатів світу та Європи.

## Виступи на Олімпіадах
| Олімпіада   | Дисципліна          | Місце |
| ----------- | ------------------- | ----- |
| Лондон 2012 | індивідуальна шабля | 9     |
| Ріо 2016    | командна шабля      | 1     |